# Puntoradio
Puntoradio è stata un'emittente radiofonica che trasmetteva da Fontaneto d'Agogna in provincia di Novara. 
Il 21 dicembre 2012 ha cambiato nome in Up! Radio, che ha cessato definitivamente le trasmissioni il 21/11/2016 con la cessione delle frequenze al gruppo RTL.
È stata fondata il 10 marzo 1983 ed iniziò le sue trasmissioni dalla città di Novara. Da molti conosciuta come "Puntoradio 96" perché il nome dell'emittente traeva origine dalla principale frequenza di emissione (96.3), nel 2006 ha modificato la denominazione in Puntoradio, spostando gli studi di trasmissione nel comune di Fontaneto d'Agogna.
Dal 5 giugno 2012 ha allargato la sua copertura FM, acquisendo le frequenze di Radio Planet FM.

## Programmi
Vecchi programmi:
- Punto La Sveglia contenitore musicale in onda dal lunedì al venerdì dalle 6 alle 7.30
- Buongiorno Buona Fortuna in onda dal lunedì al venerdì dalle 8 alle 9 con Paolo Simonotti e dalle 9.30 alle 12 con Alessandra Milani
- Fucina in onda dal lunedì al venerdì dalle 12 alle 13 con Paolo Simonotti e Carmelo (in replica a mezzanotte). Programma comico-demenziale.
- Manuale Di in onda dal lunedì al venerdì dalle 13 alle 14 con Emanuela.
- D.D.T. (Delpo Detto Tamarro) in onda dal lunedì al venerdì alle 9.05 e alle 14.05 condotto da Delpo con la musica dance del passato a partire dagli anni novanta. (Poi a Radio Mondo e successivamente Radio Onda Novara).
- P.S.M. (Punto Sulla Musica) la classifica dei brani più programmati della radio, in onda dal lunedì al venerdì dalle 15 alle 16 (in replica alle 00.45) condotto da Carmelo
- Disco Fever contenitore musicale in onda dal lunedì al venerdì dalle 19 alle 19.30 con la musica disco degli anni settanta
- Siamo in Onda talk show in onda il sabato dalle 21 alle 24 condotto da Fabio Giusti e Fulvio Iulita (in replica il martedì dalle 21 alle 24)
- S.M.S. (Simply Music and Show) in onda il lunedì dalle 21 alle 24 con Clò e Stra-Vero.
- PAUSA CAFFE' programma di info-traitement con l'attualità ed i personaggi del territorio, in onda ogni giorno dal lunedì al venerdì dalle 13 alle 14, condotto dal giornalista Marco Foti

## Frequenze
| Frequenza | Copertura |
| --------- | --- |
| 96.300    | provincia di Vercelli, provincia di Novara, a tratti provincia di Alessandria e provincia di Varese                   |
| 93.500    | Borgosesia e bassa Valsesia                                                                                           |
| 96.000    | Quarona, Varallo e tratti di alta Valsesia                                                                            |
| 95.200    | Biella e provincia |
| 95.100    | Alto ed Est Milanese. Città e province di Varese, Como, Novara, Pavia, Alessandria, Vercelli, Verbania, Lago Maggiore |
| 89.800    | Alto Verbano, Locarno, Bellinzona                                                                                     |
| 97.300    | Valmarchirolo, Valganna , Lugano, Lago di Lugano                                                                      |
| 95.000    | Como Città e Hinterland                                                                                               |
| 101.900   | Milano Città e Hinterland                                                                                             |